# Anablepsoides xanthonotus
Anablepsoides xanthonotus es un pez de agua dulce la familia de los rivulines en el orden de los ciprinodontiformes.

## Morfología
De cuerpo alargado, los machos pueden alcanzar los 7,5 cm de longitud máxima.

## Distribución geográfica
Se encuentran en ríos de Sudamérica, en la cuenca del río Amazonas en Brasil.

## Hábitat
Viven en pequeños cursos de agua entre 22 y 25°C y ph 7, de comportamiento bentopelágico y no migrador.
No es un pez estacional. Es difícil de mantener en cautividad en acuario.